# Pantherophis
Pantherophis Fitzinger, 1843 è un genere di serpenti della famiglia dei Colubridi.

## Tassonomia
Il genere comprende le seguenti specie:
- Pantherophis alleghaniensis (Holbrook, 1836)
- Pantherophis bairdi (Yarrow, 1880) - elafe di Baird
- Pantherophis emoryi (Baird & Girard, 1853)
- Pantherophis guttatus (Linnaeus, 1766) - elafe scarlatta o serpe del grano
- Pantherophis obsoletus (Say, 1823) - serpente dei ratti
- Pantherophis ramspotti Crother, White, Savage, Eckstut, Graham & Gardner, 2011
- Pantherophis slowinskii (Burbrink, 2002)
- Pantherophis spiloides (Duméril, Bibron & Duméril, 1854)
- Pantherophis vulpinus (Baird & Girard, 1853) - elafe volpe